# Capitoli di Hellsing

La copertina italiana della prima edizione del manga, curata da Dynamic Italia.

Questa è una lista dei capitoli del manga Hellsing ideato e realizzato da Kōta Hirano. La storia ripercorre gli sforzi della misteriosa organizzazione Hellsing nella sua lotta contro creature soprannaturali come vampiri, zombie e ghoul che minacciano il Regno Unito.
L'opera è stata serializzata in Giappone sulla rivista Young King OURs dal 1997 a novembre 2008. I singoli capitoli sono stati poi raccolti in formato tankōbon ed editi da Shōnen Gahōsha in 10 volumi. In Italia il manga è stato originariamente pubblicato da Dynamic Italia nella collana Legend. Dopo l'uscita del sesto volume, però, il cambio di staff interno all'azienda ha fatto sì che i diritti passassero alla J-Pop, che ne ha riavviato la pubblicazione dal primo volume. Il 28 giugno 2009 è stato pubblicato il decimo ed ultimo volume.
Hellsing è pubblicato in Nord America da Dark Horse Comics, in Francia da Tonkam, in Germania da Planet Manga, in Polonia da Japonica Polonica Fantastica e in Danimarca e Svezia da Mangismo.

## Lista volumi
Nell'elenco sottostante sono indicate le date di uscita di entrambe le edizioni in lingua italiana.
| Nº | Titolo italiano Giapponese 「Kanji」 - Rōmaji | Data di prima pubblicazione              | Data di prima pubblicazione                                                  |
| Nº | Titolo italiano Giapponese 「Kanji」 - Rōmaji | Giapponese                               | Italiano                                                                     |
| 1  | Hellsing 1 「ヘルシング 1」                   | 30 settembre 1998 ISBN 978-4-7859-1870-5 | 9 maggio 2003 (Dynamic Italia) 15 novembre 2007 (J-Pop) ISBN 978-8866340126  |
| 2  | Hellsing 2 「ヘルシング 2」                   | 31 dicembre 1999 ISBN 978-4-7859-1958-0  | 9 giugno 2003 (Dynamic Italia) 24 gennaio 2008 (J-Pop) ISBN 978-8861235205   |
| 3  | Hellsing 3 「ヘルシング 3」                   | 31 dicembre 2000 ISBN 978-4-7859-2047-0  | 21 luglio 2003 (Dynamic Italia) 6 marzo 2008 (J-Pop) ISBN 978-8861231894     |
| 4  | Hellsing 4 「ヘルシング 4」                   | 30 settembre 2001 ISBN 978-4-7859-2125-5 | 8 settembre 2003 (Dynamic Italia) 10 aprile 2008 (J-Pop) ISBN 978-8861232280 |
| 5  | Hellsing 5 「ヘルシング 5」                   | 27 febbraio 2003 ISBN 978-4-7859-2286-3  | 30 ottobre 2003 (Dynamic Italia) 12 maggio 2008 (J-Pop) ISBN 978-8861232297  |
| 6  | Hellsing 6 「ヘルシング 6」                   | 14 novembre 2003 ISBN 978-4-7859-2373-0  | 11 maggio 2004 (Dynamic Italia) 19 giugno 2008 (J-Pop) ISBN 978-8861232426   |
| 7  | Hellsing 7 「ヘルシング 7」                   | 27 dicembre 2004 ISBN 978-4-7859-2499-7  | 17 luglio 2008 ISBN 978-8861232716                                           |
| 8  | Hellsing 8 「ヘルシング 8」                   | 26 luglio 2006 ISBN 978-4-7859-2666-3    | 11 settembre 2008 ISBN 978-8861233034                                        |
| 9  | Hellsing 9 「ヘルシング 9」                   | 9 novembre 2007 ISBN 978-4-7859-2885-8   | 13 novembre 2008 ISBN 978-8861233553                                         |
| 10 | Hellsing 10 「ヘルシング 10」                 | 27 marzo 2009 ISBN 978-4-7859-3131-5     | 28 giugno 2009 ISBN 978-8861234987                                           |